# ماريو مندوزا
ماريو مندوزا (بالإنجليزية: Mario Mendoza)‏ هو لاعب كرة قاعدة أمريكي، ولد في 26 ديسمبر 1950 في تشيهواهوا في المكسيك.

## وصلات خارجية
- ماريو مندوزا على موقع دوري كرة القاعدة الرئيسي (الإنجليزية)
- ماريو مندوزا على موقعبيزبول رفرنس.كوم (الدوري الرئيسي) (الإنجليزية)
- ماريو مندوزا على موقعبيزبول رفرنس.كوم (الدوري الثانوي) (الإنجليزية)
- ماريو مندوزا على موقع إي إس بي إن.كوم (أم.أل.بي) (الإنجليزية)
- ماريو مندوزا على موقع مشجعي الرسوم البيانية (الإنجليزية)